# Aplidium protectans
Aplidium protectans är en sjöpungsart som först beskrevs av William Abbott Herdman 1899.  Aplidium protectans ingår i släktet Aplidium och familjen klumpsjöpungar. Inga underarter finns listade i Catalogue of Life.